# Richard Anspach
Siegmund Richard Anspach, född 30 maj 1875 i Darmstadt, död 21 mars 1955 i Göteborgs Oskar Fredriks församling, var en tysk-svensk kemist.
Anspach, som var son till köpman Max Anspach och Henrietta Loeb, avlade mogenhetsexamen vid latinläroverket i Siegburg 1893, studerade vid universitet i Bonn 1893–1897 och blev filosofie doktor där 1897 på avhandlingen Ein Beitrag zur Kenntnis der Einwirkung der Chloride des Phosphors auf substituierte Salicylsäuren. 
Anspach var assistent vid kemiska institutionen i Bonn 1897–1899, kemist vid Levinstein Ltd i Manchester 1899–1900, kemist och driftsledare vid Farbwerk Krefeld i Krefeld 1900–1902 och åter vid Levinstein Ltd i Manchester som driftsledare 1902–1903. Han uppsatte och ledde Kemiska fabriken Monopol i Göteborg 1903–1906 (företaget överflyttades därefter till Borås under ledning av Fredrik Törnell), var chefskemist vid Bradford Dyers Association Ltd i Bradford 1906–1912, verkställande direktör för Robert Peel & Co. Ltd i Manchester 1912–1919, för AB Svensk Färgämnesindustri i Stockholm 1919–1920, chef för textilavdelningen hos Jean O. Erikson & Co. i Göteborg och Stockholm 1920–1925, fabrikschef vid Claes Johansson & Co. Väveri AB i Göteborg 1925–1931 och platschef för Mölnlycke fabrik 1931–1933. Han bedrev därefter konsulterande verksamhet och var speciallärare i kemisk textilteknologi vid Chalmers tekniska högskola 1942–1945.